# 대전중촌초등학교
대전중촌초등학교는 대한민국 대전광역시 중구에 있는 공립 초등학교이다.

## 학교 연혁
- 1993. 03. 01 대전목동국민학교에서 분리 개교
- 1996. 03. 01 대전중촌초등학교 명칭 변경
- 1998. 03. 01 ~ 1999. 02. 28 대전광역시교육청지정 열린교육 시범학교
- 1999. 03. 01 ~ 2000. 02. 29 교육부지정 열린교육 시범학교
- 2002. 03. 01 ~ 2004. 02. 29 대전광역시교육청지정 교실수업개선(국어과) 시범학교
- 2005. 10. 신관 신축 완공(컴퓨터실외 11실)
- 2006. 11. 30 학교평가 최우수학교 표창
- 2006. 12. 28 독서교육 탑스쿨 최우수학교 표창
- 2010. 03. 01 특수학급 신설
- 2014. 03. 01 ~ 2016. 02. 29 평가방법개선 시범학교
- 2015. 02. 13 제21회 졸업(졸업생: 66명 / 총2,546명)
- 2015. 03. 01 19학급편성(특수학급 포함)
- 2020. 02. 06  제26회 졸업(졸업생:45명 총2,806명)

## 참고 자료
- 대전중촌초등학교 - 한국교육학술정보원 학교알리미